# Рита Арменска
Мария Дукина Палеологина, по рождение Рита (на гръцки: Μαρία ∆ούκαινα Παλαιολογίνα, * 10/11 януари 1278; † юли 1333), е арменска принцеса и византийска императрица, съпруга на император Михаил IX Палеолог.

## Произход
Рита е родена на 10 или 11 януари 1278 г. в Арменска Киликия. Тя е дъщеря на арменския цар Левон II и царица Керан. Сестра е на арменския цар Хетум II. В една арменска хроника, чието авторство е приписано на брат ѝ Хетум, се споменава, че Рита е имала и близначка на име Теофана.

## Брак с Михаил IX Палеолог
Георги Пахимер съобщава, че император Андроник II търсил съпруга за своя син и младши съимператор Михаил IX Палеолог. Продължилите няколко години преговори за ръката на титулярната константинополска императрица Катерина дьо Куртене пропадат, след което императорът изпраща да търсят подходяща кандидатка в двора на кипърския крал Анри II дьо Лузинян. След като в Кипър не успяват да получат папско разрешение за сродяване с Палеолозите, Андроник II изпраща посолство до Малка Армения. Арменският крал Хатум II, за когото молбата на василевса се оказва добре дошла, без да се двоуми и без да иска разрешение от папата, решава да омъжи за византийския съимператор сестра си. При това той дори изпраща в Константинопол не една, а двете си сестри – Рита и Теофана, с надеждата едната да бъде избрана за съпруга на младия василевс, а другата да се омъжи за някой знатен византиец, без да се налага да бъде връщана обратно. Византийското пратеничество останало изненадано от факта, че ще трябва да отведе две кандидатки, но Георги Пахимер разказва, че то не е имало друг избор, освен да си тръгне с двете сестри или да провали мисията си.
Пътуването до Константинопол се отразява изключително зле върху здравето на Рита, която още по пътя заболява толкова сериозно, че животът ѝ се оказва в опасност, поради което се налага мисията да спре на остров Родос. Там Рита приема православието, след което според Пахимер състоянието ѝ се подобрило и пътуването продължило. В Константинопол изборът на младия император пада върху по-голямата сестра Рита. Вероятната причина е, че Рита е била преценена като способна да роди по-бързо наследници на Мануил. Теофана, от друга страна, е определена за съпруга на севастократор Теодор Ангел, но тя умира по време на пътуването си към дома на годеника.
По стар обичай Рита приема името Мария, след което бракът ѝ с Михаил IX Палеолог е сключен на 16 януари 1296 г. Рита и Михаил IX имат четири деца:
- Андроник III (1297 – 1341)
- Мануил Палеолог (починал 1319)
- Ана Палеологина (починала 1320/1321)
- Теодора Палеологина (починала след 1331), българска царица, съпруга на царете Теодор Светослав и Михаил III Шишман.

Рита е младша императрица от 1294 до 1317 г. По това време старша императрица е Ирина Монфератска, втора съпруга на император Андроник II. До 1303 Андроник II и Ирина Монфератска живеят разделени, Андроник резедира в Константинопол, а Ирина – в Солун. През 1317 умира Ирина Монфератска и Рита остава единствената императрица в империята.
През 1320 г. императрицата преживява голяма трагедия, свързана със смъртта на по-малкия ѝ син Мануил. По-големият син на Рита, Андроник, поддържал любовна връзка с жена, която подозирал в изневяра. Ревнивият Андроник поставя пред дома на любовницата си охрана, която трябвало да убие всеки мъж, който се опита да влезе посред нощ в дома ѝ. Единственият, който се опитал да влезе нощно време при любовницата на Андроник, бил по-малкият му брат Мануил, а охраната не го разпознала и го убила. Така се оказало, че Мануил бил убит по заповед на брат си.
Аферата със смъртта на Мануил оказва сериозно влияние върху здравето на Михаил IX, който умира на 12 октомври 1320. Смъртта на Мануил и Михаил IX Палеолог обтегя отношенията между Андроник II и внука му, Андроник III. Двамата започват гражданска война помежду си, която продължава до победата на младия Андроник през 1328 г. Междувременно след смъртта на съпруга си императрица Рита се замонашва и приема монашеското име Ксения. Установява се в Солун, където прекарва времето между 1320 и 1333 г.

### Цитирана литература
- Metropolitan Museum of Art (2004). Byzantium: Faith and Power (1261 – 1557), editted by Helen C. Evans. New Haven, New York, NY: Metropolitan Museum of Art, Yale University Press, ISBN 1588391132, ISBN 978-1-58839-113-1, https://books.google.bg/books?id=OvCiDQAAQBAJ&lpg=PA594&ots=4jt6ViUCB6&dq=Rita%20of%20Armenia%2C%20byzantine%20empress&hl=bg&pg=PA594#v=onepage&q&f=false
- Kozanecka-Kozakiewicz, Agnieszka (2011). Little Armenia and the Byzantine World at the End of the Thirteenth Century. The Case of Maria-Rita-Xene?. – In: Waldemar Deluga (ed), Series Byzantina. Studies on Byzantine and Post-Byzantine Art, IX, Art of the Armenian Diaspora. Proceedings of the conference, Zamość, April 28 – 30, 2010. Warsaw: The Polish society of oriental art, Cardinal Stefan Wyszyński University,  25 – 30, ISSN 1733–5787, http://seriesbyzantina.eu/wp-content/uploads/2018/12/VOL.-IX.-2011-FULL-TEXT.pdf
- Nicol, D.; Bendall, Simon (1977). Anna of Savoy in Thessalonica: the numismatic evidence. – Revue numismatique, Tome 19(6e série),  87 – 102, doi:10.3406/numi.1977.1764, https://www.persee.fr/doc/numi_0484-8942_1977_num_6_19_1764
- Chronicle Attributed to King Het'um II translated by Robert Bedrosian, 2005, http://www.documentacatholicaomnia.eu/03d/1289-1307,_King_Het%27um_II,_Chronicle_%5BThe_Armenia_History%5D,_EN.pdf&ved=2ahUKEwjJrL_CtY_lAhVAwcQBHX12B7A4HhAWMAV6BAgHEAE&usg=AOvVaw15z2OXHEtgI07rdcdOeL34
- ((de)) Trapp, Erich; Beyer, Hans-Veit; Walther, Rainer et al. (2001) [1976–1996]. Prosopographisches Lexikon der Palaiologenzeit, CD-ROM. Wien: Verlag der Österreichischen Akademie der Wissenschaften, ISBN 3-7001-3003-1, https://archive.org/details/ErichTrappProsopographischesLexikonDerPALAIOLOGENZEIT/mode/2up